# Kibramoa yuma
Kibramoa yuma är en spindelart som beskrevs av Willis J. Gertsch 1958. Kibramoa yuma ingår i släktet Kibramoa och familjen Plectreuridae. Inga underarter finns listade i Catalogue of Life.